# 프랑크푸르트 조약 (1871년)
프랑크푸르트 조약(Treaty of Frankfurt)은 프로이센-프랑스 전쟁이 끝난 후 1871년 5월 10일 프랑크푸르트에서 독일제국과 프랑스 제3공화국이 맺은 전후 조약이다. 1871년 1월 28일 프랑스가 항복하여 프랑스 제3공화국 임시정부와 독일간에 휴전조약이 체결되었다. 독일은 프랑스에게 대표성있는 정부와 종전조약 체결을 요구하였다. 이에 따라 프랑스는 2월 8일 선거를 통해 의회와 정부조직을 구성하였으며 2월 26일부터 독일과 프랑스간 종전조약 논의가 시작되었다. 최종적인 종전조약 체결은 5월 10일, 프랑크푸르트에서 이루어졌다.

## 개요

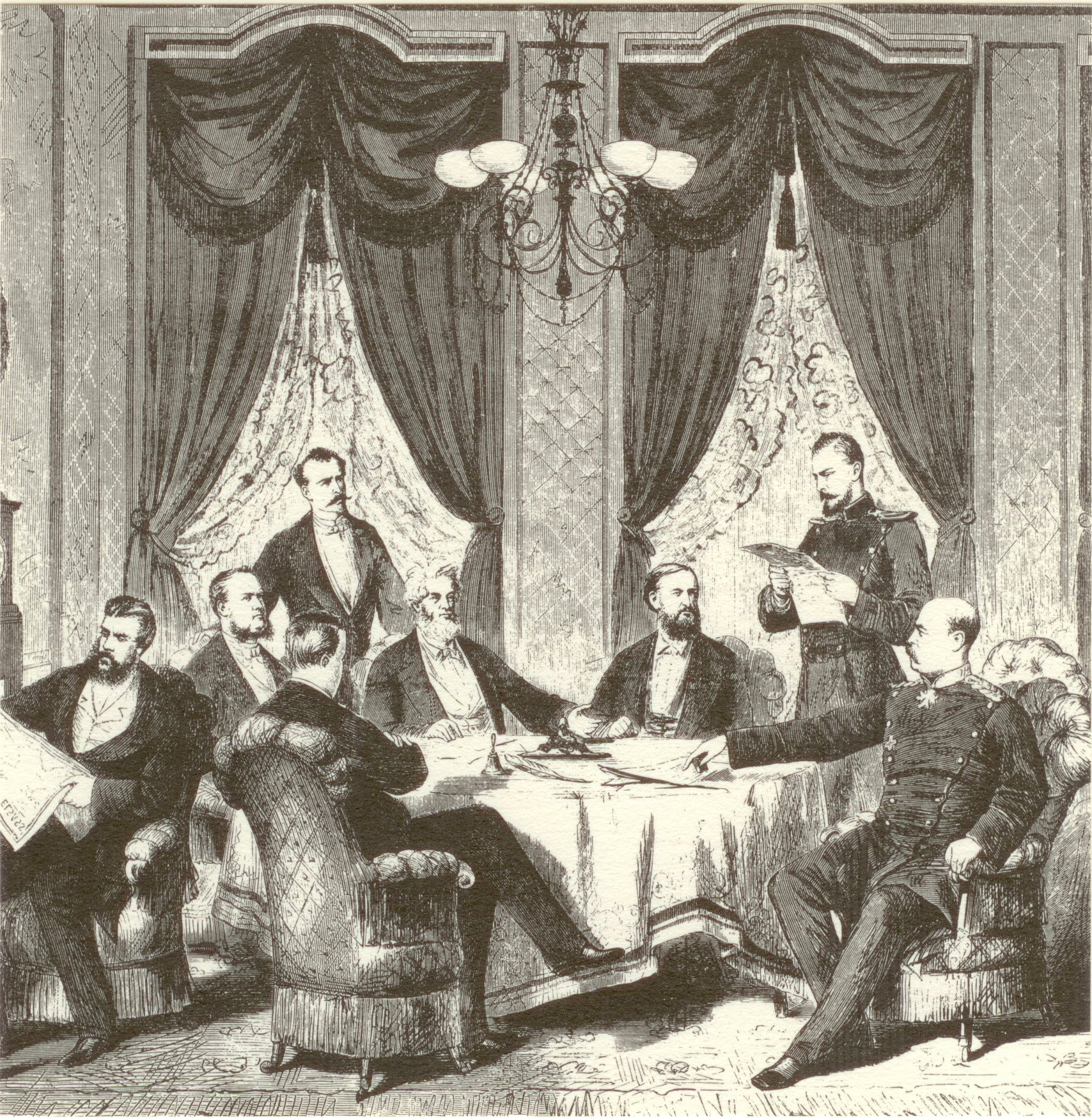
프랑크푸르트 협약

스당 전투서 패배하며 프랑스 제2제국은 멸망하였다. 프랑스 제3공화국이 뒤를 이어 프로이센한테 항전했지만 파리가 함락되며 공식적으로 전쟁에서 패배하였고 프랑스 제3공화국 정부는 항복한다. 그 후 베르사유 궁전에서 휴전협정을 맺게되고, 1871년 5월 10일 종전조약이 맺어지는데 주요내용은 다음과 같다.
- 프랑스 제3공화국은 과거 30년 전쟁 때 차지한 알자스-로렌 지방을 독일 제국에게 반환할 것
- 프랑스 제3공화국은 전쟁배상금으로 50억 프랑을 독일 제국에게 배상할 것
- 프랑스 제3공화국이 전쟁배상금을 모두 갚을때까지 독일군은 프랑스 영토내에 머무른다.
- 알자스-로렌 지역민중에 이주를 원하는 자는 프랑스로 자유로히 이주할 수 있다.

독일 제국이 군대를 철수하는 조건으로 프랑스 정부는 이 조약을 치욕스럽게 체결한다. 당시 엄청난 액수였던 50억 프랑은 비스마르크조차 지급하는 데에 몇 년 이상 걸릴 것이라 예상했다. 그러나 프랑스 티에르 정부는 공채를 두차례 발행하여 단계적으로 배상금을 지불하였다. 결국 1873년 9월 마지막 독일군이 프랑스에서 철수하자 19일에 나머지 배상금을 지불하였다.
알자스 로렌 지방은 제1차 세계 대전 이후 베르사유 조약으로 되찾을 때까지 독일 제국이 다스린다. 이 조약을 계기로 독일과 프랑스는 제2차 세계 대전까지 서로 대립하는 관계가 된다.